# Przystajń
Przystajń è un comune rurale polacco del distretto di Kłobuck, nel voivodato della Slesia.
Ricopre una superficie di 88,85 km² e al 30 giugno 2005 contava 6 102 abitanti.